# Erannis polli
Erannis polli là một loài bướm đêm trong họ Geometridae.